# Stained Class Tour
Stained Class Tour es la novena gira mundial de conciertos de la banda británica de heavy metal Judas Priest, realizada para promocionar el álbum Stained Class de 1978. Comenzó el 19 de enero de 1978 en el Royal Links Pavilion de Cromer en Inglaterra y culminó el 5 de agosto del mismo año en el Festival Hall de Osaka en Japón.
Gracias a esta gira tocaron por segunda vez en los Estados Unidos como teloneros en ocasiones de Budgie y B.T.O.. Por su parte, en el Reino Unido salieron junto a UFO, cerrando en ocasiones en ellos y otras sus compatriotas. De igual manera tocaron por primera vez en Japón con cinco fechas, sin embargo, en la presentación del 31 de agosto en Tokio tocaron dos conciertos; uno en la mañana y otro en la noche.

## Lista de canciones
Al igual que en la gira anterior la banda cambiaba los listados de canciones, agregando o quitando temas en la parte final de su presentación. A continuación el setlist realizado en el Hammersmith Odeon de Londres el 10 de febrero.
1. «Exciter»
2. «White Heat, Red Hot»
3. «The Ripper»
4. «Savage»
5. «Sinner»
6. «Beyond the Realms of Death»
7. «Victim of Changes»
8. «Better By You, Better Than Me» (cover de Spooky Tooth)
9. «Diamonds & Rust» (cover de Joan Báez)
10. «Genocide»
11. «Starbreaker»
12. «Tyrant»

## Fechas
| Fecha         | País           | Ciudad          | Recinto                          | Notas                                       |
| Europa        | Europa         | Europa          | Europa                           | Europa                                      |
| ------------- | -------------- | --------------- | -------------------------------- | ------------------------------------------- |
| 19 de enero   | Inglaterra     | Cromer          | Royal Links Pavilion             | abriendo para UFO                           |
| 20 de enero   | Inglaterra     | Cambridge       | Corn Exchange                    | abriendo para UFO                           |
| 21 de enero   | Inglaterra     | Leeds           | Leeds University Union           | teloneados por UFO                          |
| 22 de enero   | Inglaterra     | Coventry        | Coventry Theatre                 | teloneados por UFO                          |
| 23 de enero   | Inglaterra     | Sheffield       | Sheffield City Hall              | teloneados por UFO                          |
| 24 de enero   | Gales          | Cardiff         | Top Rank                         | teloneados por UFO                          |
| 26 de enero   | Inglaterra     | Hanley          | Victoria Hall                    | abriendo para UFO                           |
| 27 de enero   | Inglaterra     | Lancaster       | Lancaster University             | teloneados por UFO                          |
| 30 de enero   | Inglaterra     | Portsmouth      | Guildhall                        | abriendo para UFO                           |
| 31 de enero   | Inglaterra     | Bristol         | Colston Hall                     | teloneados por UFO                          |
| 1 de febrero  | Inglaterra     | Wolverhampton   | The Civic Hall                   | abriendo para UFO                           |
| 2 de febrero  | Inglaterra     | Newcastle       | Newcastle City Hall              | teloneados por UFO                          |
| 3 de febrero  | Escocia        | Aberdeen        | Music Hall                       | teloneados por UFO                          |
| 4 de febrero  | Escocia        | Edimburgo       | Odeon Theatre                    | abriendo para UFO                           |
| 5 de febrero  | Escocia        | Glasgow         | Apollo Theatre                   | abriendo para UFO                           |
| 6 de febrero  | Inglaterra     | Mánchester      | Manchester Apollo                | abriendo para UFO                           |
| 7 de febrero  | Inglaterra     | Leicester       | De Montfort Hall                 | abriendo para UFO                           |
| 9 de febrero  | Inglaterra     | Dunstable       | Queensway Hall                   | abriendo para UFO                           |
| 10 de febrero | Inglaterra     | Londres         | Hammersmith Odeon                | abriendo para UFO                           |
| 11 de febrero | Inglaterra     | Birmingham      | Birmingham Odeon                 | teloneados por UFO                          |
| 12 de febrero | Inglaterra     | Middlesbrough   | Town Hall                        | abriendo para UFO                           |
| 23 de febrero | Inglaterra     | Liverpool       | Empire Theatre                   |                                             |
| 24 de febrero | Inglaterra     | Derby           | King's Hall                      |                                             |
| 25 de febrero | Inglaterra     | Bradford        | St. George's Hall                | abriendo para UFO                           |
| 27 de febrero | Inglaterra     | Hemel Hempstead | Hemel Hempstead Pavilion         |                                             |
| 28 de febrero | Inglaterra     | Oxford          | New Theatre Oxford               |                                             |
| 1 de marzo    | Inglaterra     | Southampton     | Top Rank Suite                   |                                             |
| 2 de marzo    | Inglaterra     | Guildford       | Civic Hall                       |                                             |
| 3 de marzo    | Inglaterra     | Malvern         | Malvern Winter Gardens           |                                             |
| Norteamérica  |                |                 |                                  |                                             |
| 10 de marzo   | Estados Unidos | Nueva York      | Palladium Theatre                | junto a Angel, abriendo para The Godz       |
| 11 de marzo   | Estados Unidos | Nueva York      | Palladium Theatre                | junto a Angel, abriendo para The Godz       |
| 14 de marzo   | Estados Unidos | Kansas City     | Municipal Auditorium             | abriendo para Foghat                        |
| 15 de marzo   | Estados Unidos | Tulsa           | Tulsa Assembly Center            | junto a Foghat, abriendo para B.T.O.        |
| 16 de marzo   | Estados Unidos | Oklahoma City   | Myriad Convention Center         | junto a Foghat, abriendo para B.T.O.        |
| 17 de marzo   | Estados Unidos | Fort Worth      | Tarrant County Convention Center | junto a Foghat, abriendo para B.T.O.        |
| 18 de marzo   | Estados Unidos | Lubbock         | Lubbock Municipal Coliseum       | junto a Foghat, abriendo para B.T.O.        |
| 19 de marzo   | Estados Unidos | El Paso         | El Paso County Coliseum          | junto a Foghat, abriendo para B.T.O.        |
| 20 de marzo   | Estados Unidos | Amarillo        | Amarillo Civic Center            | junto a Foghat, abriendo para B.T.O.        |
| 21 de marzo   | Estados Unidos | Abilene         | Taylor County Expo Center        | junto a Foghat, abriendo para B.T.O.        |
| 22 de marzo   | Estados Unidos | Corpus Christi  | Memorial Coliseum                | junto a Foghat, abriendo para B.T.O.        |
| 23 de marzo   | Estados Unidos | Austin          | Austin Municipal Auditorium      | junto a Foghat, abriendo para B.T.O.        |
| 24 de marzo   | Estados Unidos | San Antonio     | Freeman Coliseum                 | junto a Foghat, abriendo para B.T.O.        |
| 25 de marzo   | Estados Unidos | Houston         | Sam Houston Coliseum             | junto a Foghat, abriendo para B.T.O.        |
| 26 de marzo   | Estados Unidos | Houston         | Sam Houston Coliseum             | junto a Foghat, abriendo para B.T.O.        |
| 28 de marzo   | Estados Unidos | Killen          | Crazy Horse Saloon               |                                             |
| 6 de abril    | Estados Unidos | West Hollywood  | Whisky A Go Go                   |                                             |
| 7 de abril    | Estados Unidos | West Hollywood  | Whisky A Go Go                   |                                             |
| 8 de abril    | Estados Unidos | West Hollywood  | Whisky A Go Go                   |                                             |
| 12 de abril   | Estados Unidos | Schaumburg      | B'Ginnings                       |                                             |
| 15 de abril   | Estados Unidos | San Luis        | Fox Theatre                      | teloneados por Pat Travers                  |
| 19 de abril   | Estados Unidos | Fresno          | Warnors Theatre                  |                                             |
| 22 de abril   | Estados Unidos | San Bernardino  | Swing Auditorium                 |                                             |
| 23 de abril   | Estados Unidos | San Diego       | San Diego Civic Theater          |                                             |
| 28 de abril   | Estados Unidos | San Antonio     | Municipal Auditorium             |                                             |
| 2 de mayo     | Estados Unidos | Kansas City     | Catch a Rising Star              | abriendo para Budgie                        |
| 4 de mayo     | Estados Unidos | Milwaukee       | Electric Ballroom                | abriendo para Budgie                        |
| 6 de mayo     | Estados Unidos | Madison         | The Stone Hearth                 | abriendo para Budgie                        |
| 7 de mayo     | Estados Unidos | Youngstown      | Tomorrow Club                    | abriendo para Canned Heat                   |
| 9 de mayo     | Estados Unidos | Cleveland       | Agora Theatre and Ballroom       | abriendo para Budgie                        |
| 10 de mayo    | Estados Unidos | Nueva York      | The Bottom Line                  | junto a Budgie, abriendo para Todd Rundgren |
| 11 de mayo    | Estados Unidos | Dover           | The Showplace                    | abriendo para Budgie                        |
| 12 de mayo    | Estados Unidos | Cincinnati      | Riverfront Coliseum              | junto a Rush abriendo para Uriah Heep       |
| 13 de mayo    | Estados Unidos | Allentown       | Rockne Hall                      | abriendo para Budgie                        |
| 14 de mayo    | Estados Unidos | Allentown       | Rockne Hall                      | abriendo para Budgie                        |
| Asia          |                |                 |                                  |                                             |
| 25 de julio   | Japón          | Tokio           | Nakano Sun Plaza Hall            |                                             |
| 29 de julio   | Japón          | Tokio           | Shiba Yubinchokin Hall           |                                             |
| 31 de julio   | Japón          | Tokio           | Kosei-Nenkin Hall                |                                             |
| 3 de agosto   | Japón          | Nagoya          | Kosei Nenkin Kaikan              |                                             |
| 5 de agosto   | Japón          | Osaka           | Festival Hall                    |                                             |

## Músicos
- Rob Halford: voz
- K.K. Downing: guitarra eléctrica
- Glenn Tipton: guitarra eléctrica
- Ian Hill: bajo
- Les Binks: batería